# Slad
Slad – wieś w Anglii, w hrabstwie Gloucestershire. Leży 12 km na południe od miasta Gloucester i 145 km na zachód od Londynu.